# Triangulostoma
Triangulostoma is een geslacht van kreeftachtigen uit de klasse van de Ostracoda (mosselkreeftjes).

## Soorten
- Triangulostoma gibberum (Schornikov, 1975)
- Triangulostoma madeirense Schornikov & Keyser, 2004